# Herbert Dienelt
Herbert Dienelt (* 31. Juli 1938; † 4. November 2024) war ein deutscher Fußballspieler und -trainer. Mit 405 Einsätzen ist er Rekordspieler der Stuttgarter Kickers.

## Laufbahn

### Spieler
Dienelt entstammt der Jugend der Stuttgarter Kickers. Zwischen 1957 und 1970 spielte er für den Verein in der Oberliga Süd, der 2. Oberliga Süd und der Regionalliga Süd. Mit 403 Pflichtspielen, in denen dem Abwehrspieler 35 Tore gelangen, ist er der Spieler mit den meisten Einsätzen für den Verein nach 1945. Der Verteidiger im damaligen WM-System debütierte am 6. Januar 1957 bei einem 1:1-Auswärtsremis gegen den Freiburger FC in der erstklassigen Oberliga Süd. Neben Mitspielern wie Helmut Zatopek, Helmut Rühle, Hans Eberle, Siegfried Kronenbitter und Rolf Geiger absolvierte Dienelt 12 Ligaspiele (1 Tor) und die Kickers belegten unter Trainer Oswald Pfau den 14. Rang. Am Rundenende bestritt das Kickerstalent am 26. Mai 1957 ein U 23-Länderspiel für Deutschland. In Bayreuth trennten sich Deutschland und die Tschechoslowakei mit 1:1 und Dienelt bildete zusammen mit Hermann Höfer vor Torhüter Fritz Ewert das Schlussdreieck der DFB-Mannschaft. Er erlebte mit den „Blauen“ in den Jahren 1958 und 1960 zwei Abstiege aus der Oberliga und 1959 die Meisterschaft in der 2. Liga Süd. Drei Spielzeiten, 1960/61 bis 1962/63, verbrachte er mit seinem Verein in der 2. Liga Süd, ehe ab 1963/64 die Ära der zweitklassigen Regionalliga Süd begann. Dort kam er unter Trainer Georg Wurzer in den Jahren 1967 bis 1969 dreimal in Folge auf den 4. Rang und erzielte als Abwehrspieler 1966/67 neun Tore. Er zeichnete sich dabei als sicherer Elfmeterschütze aus.
Nach dieser langen Zeit bei den Kickers wechselte er noch zum SC Geislingen, ehe er seine aktive Laufbahn 1973 beim FV Neuhausen beendete.

### Trainer
In der Saison 1970/71 trainierte Dienelt die Amateure der Stuttgarter Kickers. Im Januar 1976 übernahm er dann den Trainerposten beim FV Neuhausen, blieb aber nur bis Saisonende. Später trainierte er den Stuttgarter SC und die SpVgg Renningen. 1983 ging er zum SV Bonlanden, den er bis 1987 betreute. Anschließend ging er zum GSV Maichingen, 1991 zu den TSF Ditzingen. Von 1993 bis 1999 trainierte er die SV Böblingen.

## Privates
Er erlernte den Beruf eines Mechanikers.
Sein Sohn Wolfgang war ebenfalls Fußballspieler. Ebenso sein Sohn Joachim, der es jedoch nie über den Amateurfußball hinaus brachte.